# La Revue musicale
La Revue musicale est une revue consacrée à la musique créée par Henry Prunières et André Cœuroy en 1920.

## Historique
Les objectifs de la revue sont les suivants :
1. faire connaître la musique contemporaine aux mélomanes, et non plus uniquement la musique des siècles passés ; ne pas réserver la musique à quelques privilégiés mais la diffuser très largement à travers toutes les populations ;
2. faire connaître la musique contemporaine de tous les pays, et non plus uniquement la musique d'un pays : après la Première Guerre mondiale (1914-1918), les Français refusaient d'entendre des œuvres de compositeurs allemands, etc. ;
3. la musique contemporaine est inséparable de l'art contemporain dans son ensemble : peinture, gravure, sculpture, et aussi littérature. C'est l'ensemble de l'art contemporain qu'il faut diffuser ;
4. le soutien à l'art contemporain n'exclut pas une meilleure connaissance de l'art des siècles passés qu'il faut étudier d'une façon plus scientifique.

C'est ainsi qu'ont collaboré à La Revue musicale :
- les écrivains : Alain, Gabriele D'Annunzio, Philippe Barrès, Victor Basch, Julien Benda, Paul Claudel, Jean Cocteau, Colette, André Gide, Édouard Herriot, Emil Ludwig, Maurice Maeterlinck, la comtesse Anna de Noailles, Mac Orlan, Jacques Maritain, Henri de Régnier, Romain Rolland, André Suarès, Paul Valéry ;
- les peintres, graveurs, dessinateurs : Antoine Bourdelle, Marianne Clouzot, Hermine David, André Derain, Maxime Dethomas, Raoul Dufy, André Dunoyer de Segonzac, Othon Friesz, Demetrios Galanis, Nathalie Gontcharoff, Max Jacob, Marie Laurencin, Jean Émile Laboureur, Pablo Picasso…

André Cœuroy en est le rédacteur en chef jusqu'en 1937.
La Revue musicale de Prunières fut sans aucun doute la première publication musicale accordant autant de soin à la qualité de l'édition, à l'iconographie, à l'illustration. Dans chaque numéro (9 par an), il y avait des informations sur la vie musicale et chorégraphique de nombreux pays.
Les « Auditions du Mardi de La Revue musicale » avaient lieu au siège du journal, 70, avenue Kléber : le 14 janvier 1936, on put y entendre, notamment, des œuvres de M. Delannoy. C'est là aussi que fut créé le 21 mars 1939 'A Christo crucificado ante el mar' d'Arthur Lourié, sur le texte du premier des Tres sonetos a Christo crucificado ante el mar de José Bergamín (1938), par Yvon Le Marc'hadour (baryton) et sa future femme, Maroussia Orloff (piano).
Interrompue par la guerre après le numéro d'avril 1940, La Revue musicale reparut pour quelques numéros en 1946, sans Henry Prunières (mort en 1942) mais toujours sous la direction du compositeur et musicographe Robert Bernard qui, pendant la guerre, avait fondé et dirigé L'Information musicale.

## Postérité
Il existait déjà en France et dans le reste du monde diverses revues artistiques ou purement musicales qui, généralement, s'adressaient aux musicologues. La Revue musicale fut la référence connue et appréciée dans le monde entier, au point que, actuellement, lorsqu'une collection est en vente, par suite d'un décès dans la famille d'un ancien abonné, elle se vend très rapidement.
À partir de 1952, des livraisons parurent alternativement sous les dénominations de « numéro spécial » ou « carnet critique ». Ainsi, le nouvel éditorial sortit en 1958 un numéro spécial dédié au Congrès international de musique sacrée III à Paris (1957), avant que les actes complets ne soient publiés l'année suivante, afin de faire connaître des résultats obtenus plus tôt au public.  La Revue musicale était alors une collection des éditions Richard Masse.